# Idån
Idån is een van de (relatief) kleine riviertjes die het Zweedse eiland Gotland rijk is.
Het riviertje stroomt samen met de Varbosån door het gebied dat bekendstaat als het afwateringsgebied West-Gotland (Västra Gotland). De twee rivieren zijn de belangrijkste in de afvoer van een gebied van 314 km², ongeveer 10% van totaal Gotland. In de rivieren kwamen in het verleden veelvuldig forelen en rivierprikken voor. De stand van die vissen is in de loop der jaren kleiner geworden door de verontreiniging door reinigingsinstallaties (in en) vanuit de monding en het kanaliseren van de stroompjes. Dit heeft ertoe geleid, dat er aan de zuiverheid van het water gewerkt moest worden om de vissen terug te krijgen.  Tussen de twee rivieren is een bifurcatie gegraven zodat de Idån wat meer water te verwerken krijgt. De Idån mondt uit in de Paviken (baai) van de Oostzee, dat onder Natura 2000 valt.